# Georgsmarienhütte Unternehmensgruppe
Die Georgsmarienhütte Unternehmensgruppe (GMH Gruppe) besteht aus 26 Unternehmen (Stand 12. 2017) unter dem Dach der Georgsmarienhütte Holding GmbH mit Sitz in der gleichnamigen und nach dem Stahlwerk benannten Stadt Georgsmarienhütte südlich von Osnabrück. Die Georgsmarienhütte Holding GmbH wurde 1997 vom damaligen geschäftsführenden Gesellschafter des Stahlwerks Georgsmarienhütte GmbH, Jürgen Großmann, gegründet und umfasst heute Unternehmen aus den Bereichen Schrottverwertung, Stahlerzeugung und -verarbeitung, Schmiedetechnik, Guss und Dienstleistung. 2017 erwirtschaftete die Gruppe von 1,97 Milliarden Euro Umsatz mit rund 7.000 Beschäftigten.

## Geschichte
Im April 1993 erwarb Jürgen Großmann die ehemalige Klöckner Edelstahl GmbH in Georgsmarienhütte bei Osnabrück und formte daraus das eigenständige, mittelständische Stahlunternehmen Georgsmarienhütte GmbH. Zwei Jahre später legte er mit dem Kauf von zwei Recyclingunternehmen in Osnabrück und einem Stahlwerk in Österreich sowie einer Mehrheitsbeteiligung an einem Wärmebehandlungsbetrieb in Osnabrück die Grundlage für die spätere Georgsmarienhütte Unternehmensgruppe. Von nun an erweiterte Großmann seine Unternehmensgruppe durch weitere Zukäufe von Firmen.
1997 – die Unternehmensgruppe umfasste zehn Unternehmen – wurde schließlich die Georgsmarienhütte Holding GmbH als Dachgesellschaft über den eigenständigen Unternehmen gegründet. Großmann fungierte als Alleingesellschafter und -geschäftsführer der Holding. Im Jahr 2003 wurde die Geschäftsführung auf vier Geschäftsführer erweitert. Ende 2006 gab Jürgen Großmann den Vorsitz der Geschäftsführung der Georgsmarienhütte Holding GmbH an seinen Kollegen Peter van Hüllen ab. Ab dem 1. Januar 2017 war Frank Koch Vorsitzender der Geschäftsführung. Der damalige CFO Thomas Löhr übernahm im Dezember 2020 interimistisch den Vorsitz der Geschäftsführung, bevor der Posten zum 1. Juli 2021 an Alexander Becker vergeben wurde.
2012 erwirtschaftete die Unternehmensgruppe einen Umsatz von 2,862 Milliarden Euro und hatte 10.506 Beschäftigte. Im Geschäftsjahr 2013 hatte sie einen Umsatz von 2,71 Milliarden Euro. Der Verlust wurde auf Sonderabschreibungen zurückgeführt. Beschäftigt wurden 10.766 Mitarbeiter. Von ihnen arbeiteten 380 Festangestellte und rund 100 Leiharbeitnehmer für die WeserWind GmbH in Bremerhaven. 260 Beschäftigte der WeserWind GmbH wurden im April 2014 auf Kurzarbeit gesetzt, im Spätsommer 2014 wurden 130 Beschäftigte (entsprach etwa einem Drittel der Belegschaft in Produktion und Verwaltung der WeserWind) entlassen. Der Bau von Umspannplattformen wurde aufgegeben, dafür sollte versucht werden, weitere Geschäftsfelder wie den Bau von schweren Kranbrücken zu belegen. WeserWind meldete im Januar 2015 Insolvenz an.
Im Jahre 2016 begann eine Umstrukturierung mit dem Ziel, sich zukünftig auf das Kerngeschäft Stahlerzeugung und -verarbeitung sowie Schmiede- und Gusstechnik zu konzentrieren. So wurde im November 2016 bekannt gegeben, dass die Gegenbauer Holding SE & Co. KG, Berlin, 90 % der bisher von der Georgsmarienhütte Holding GmbH gehaltenen Geschäftsanteile an der RGM Holding GmbH rückwirkend zum 1. Januar 2016 übernimmt. Im November 2016 wurde auch bekannt, dass sich die GMH Gruppe vom Geschäftsbereich Bahntechnik trennt. Der Verkauf an eine chinesische Investorengruppe unter Führung der Full Hill Enterprises sollte bis Ende 2016 abgeschlossen sein. Hintergrund des Im Juli 2016 eröffneten Insolvenzverfahren für die IAG MAGNUM GmbH und deren Betriebsschließung Ende 2016, war die Trennung von defizitären Geschäftsfeldern.
Zur Gruppe gehörten Ende des Jahres 2018 noch 27 mittelständische Unternehmen aus Deutschland, Österreich, der Türkei, Australien und den USA. Alle Gruppenunternehmen sind selbstständige Gesellschaften mit geschäftlicher und operativer Eigenverantwortung. Sie sind in fünf Geschäftsbereichen zusammengefasst:
- Stahlerzeugung
- Stahlverarbeitung
- Lenkungstechnik
- Schmiedetechnik
- Guss[14]

## Gruppenunternehmen

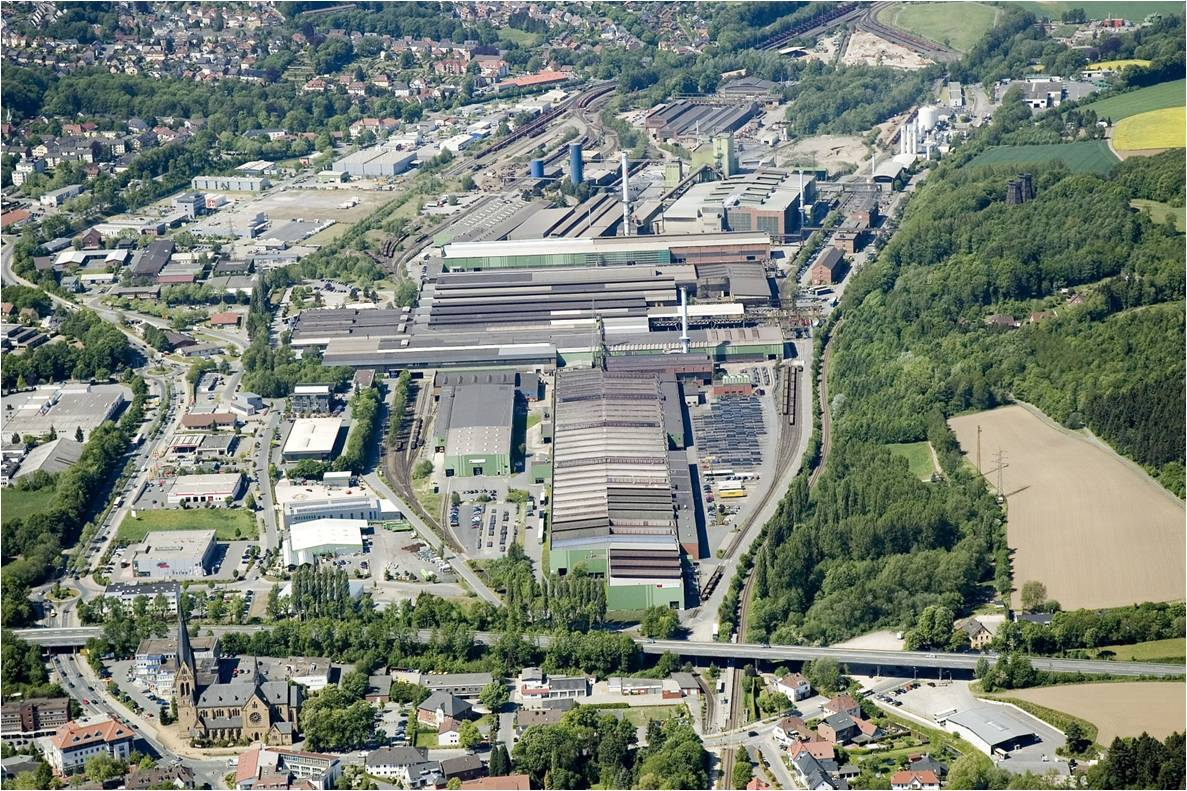
Blick auf das Stahlwerk in Georgsmarienhütte

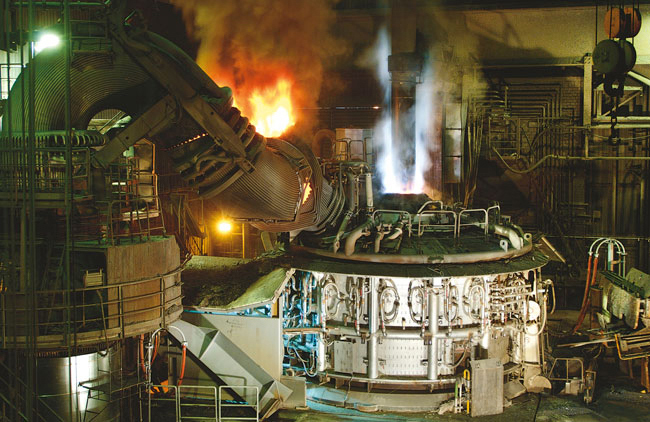
Der Elektrolichtbogenofen der Georgsmarienhütte

### Stahlerzeugung & Rohstoff-Recycling
- Georgsmarienhütte GmbH: Anbieter für Stabstahl, Halbzeug und Rohstahl sowie Blankstahl aus Qualitäts- und Edelbaustahl, Georgsmarienhütte
- Stahlwerk Bous GmbH: Fertigung von Blockformaten in runder, polygonaler, zylindrischer oder konischer Form, Bous
- GMH Prüftechnik GmbH, Nürnberg
- GMH Recycling GmbH: Schrottaufbereitung, Osnabrück und Dortmund
- Alba Metall Saar GmbH[15]

### Stahlverarbeitung
- Stahl Judenburg GmbH: Lieferant von Blankstahl für spezielle Anwendungen – beispielsweise Lenkungsbau oder Einspritzsysteme, Judenburg (Österreich)
- VTK Krieglach GmbH: Galvanotechnik; Korrosionsschutz und Veredelung von Produkten, Krieglach (Österreich)
- GeisslerWista GmbH: Lieferant von Blank- und Walzstahl, Witten
- Mannstaedt GmbH: Lieferant für warmgewalzte Stahlprofile, Troisdorf

### Schmiedetechnik & Bearbeitung
- Schmiedewerke Gröditz GmbH: Freiformschmiedestücke, Ringwalzerzeugnisse, Rohblöcke, Gröditz
- Energietechnik Essen GmbH: Kappenringe und Stickstoffstähle, Essen
- Gröditzer Werkzeugstahl Burg GmbH: Angearbeiteter Werkzeugstahl, Burg
- Schmiedag GmbH: Gesenkschmiedeteile, Hagen und Homburg
- SMB Schwermechanik GmbH, Wildau
- Wildauer Schmiede- und Kurbelwellentechnik GmbH, Wildau
- Gröditz Çelik A.S., Kocaeli (Türkei)

### Lenkungstechnik
- MVO GmbH Metallverarbeitung Ostalb: Produzent von Kurzstücken und Zahnstangen-Halbfabrikaten sowie einbaufertigen Zahnstangen, außerdem arbeitet MVO auch am Prototyping von Lenkungskomponenten, Schwäbisch Gmünd
- MVO USA Inc., Indianapolis (USA)
- BST Bishop Steering Technology Pty Ltd: Lenkungstechnik, Sydney (Australien)

### Guss
- Harz Guss Zorge GmbH: Rohguss und einbaufertig bearbeitete Komponenten für die Automobilindustrie, Zorge/Südharz
- Pleissner Guss GmbH, Herzberg

### Dienstleistung
- GMH Systems GmbH: IT-Services, Georgsmarienhütte
- GMH Real Estate: Real Estate Management, Georgsmarienhütte

### Anlagenbau
- Kranbau Köthen GmbH, Köthen